# 紫苑物語 (オペラ)
『紫苑物語』 (しおんものがたり、英: Asters)は、日本の作曲家、西村朗が作曲した全2幕からなるオペラ。
作品は、石川淳の同名の小説「紫苑物語」を原作としている。

## 作曲の経緯
西村は20世紀オペラ研究の第一人者である長木誠司から、石川淳の「紫苑物語」という作品があって、自分はそれがオペラの題材として気になっていたものなので、ちょっと読んでみてくれませんか、と言われてこの小説を読んだ。短いのだけれどもいろいろな要素が謎めいていて、抽象性もあり、劇的な状況もある。多彩にして凝縮度が高く、しかも登場人物それぞれのキャラクターが濃い。素晴らしい題材だと思い、以来、西村はこの作品を温めていた。
指揮者の大野和士が新国立劇場で進めていた日本人作曲家委嘱シリーズの第一弾の作曲家として西村が選ばれ、西村はこのオペラの作曲に取り掛かった。大野は初演にあたり、討論をして、お互い高めあっていくような仕事にしてほしいと求めた。

## 初演
世界初演は2019年2月17日に、大野和士指揮、東京都交響楽団演奏、笈田ヨシ演出のもと、新国立劇場オペラパレスで初演された。

## 登場人物
出典：
| 役名     | 声域     | 説明                   |
| -------- | -------- | ---------------------- |
| 宗瀬     | バリトン | 歌の名家に生まれた国司 |
| 平太     | バリトン | 仏師                   |
| うつろ姫 | ソプラノ | 権勢を振るう家の娘     |
| 千草     | ソプラノ | 狐の化身               |
| 藤内     | テノール | 国の目代               |
| 弓麻呂   | バリトン | 宗瀬の伯父で弓術の師   |
| 父       | テノール | 宗瀬の父。歌人。       |

## あらすじ

### 第1幕
平安時代、国司の宗頼とうつろ姫の婚礼の儀が進んでいた。だが、歌の名家に生まれた宗頼は、弓術を選んだことについて父親から責められ、母親からは家格はある者の身持ちの悪いうつろ姫が嫁いだことを責められる。
その後、宗頼は第一の矢（知の矢）と第二の矢（殺の矢）を学び、人を死なせるたびに「忘れな草」こと紫苑の花を植えていた。
そのころ、宗頼の家来である藤内はうつろ姫を利用して国を支配しようと考えていた。
ある日、宗頼は狩りに出た先で妖艶な千草という女と出会う。

### 第2幕
宗頼は千草に一目ぼれするが、彼女は月光に曝されたとたん、彼が射た狐の化身であることが露見する。千草の妖術にあてられた宗頼は第三の矢（魔の矢）を悟り、弓麻呂を射殺する。その後、宗頼は忘れ草を採集するため、弓へと変じた千草とともに山へ行き、岩山に仏の顔を彫る平太と出会う。
そのころ藤内はうつろ姫と結託し、国司への野望を燃やす。